# Deutsche Lufthansa Berlin-Stiftung

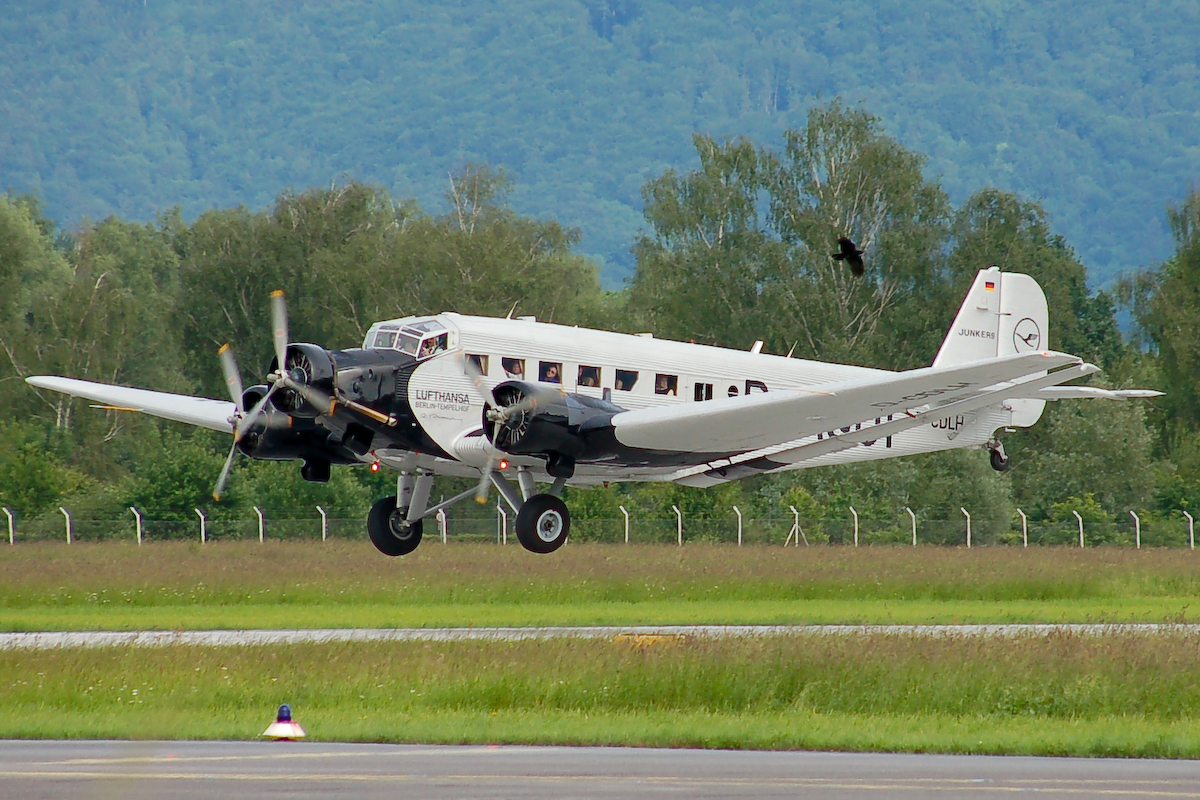
Ju 52 D-AQUI mit dem Taufnamen Berlin-Tempelhof im Landeanflug in Salzburg

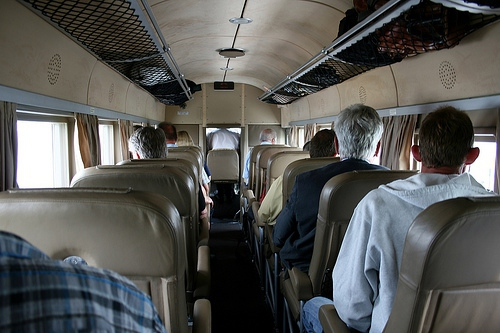
Kabine der Ju 52 D-AQUI

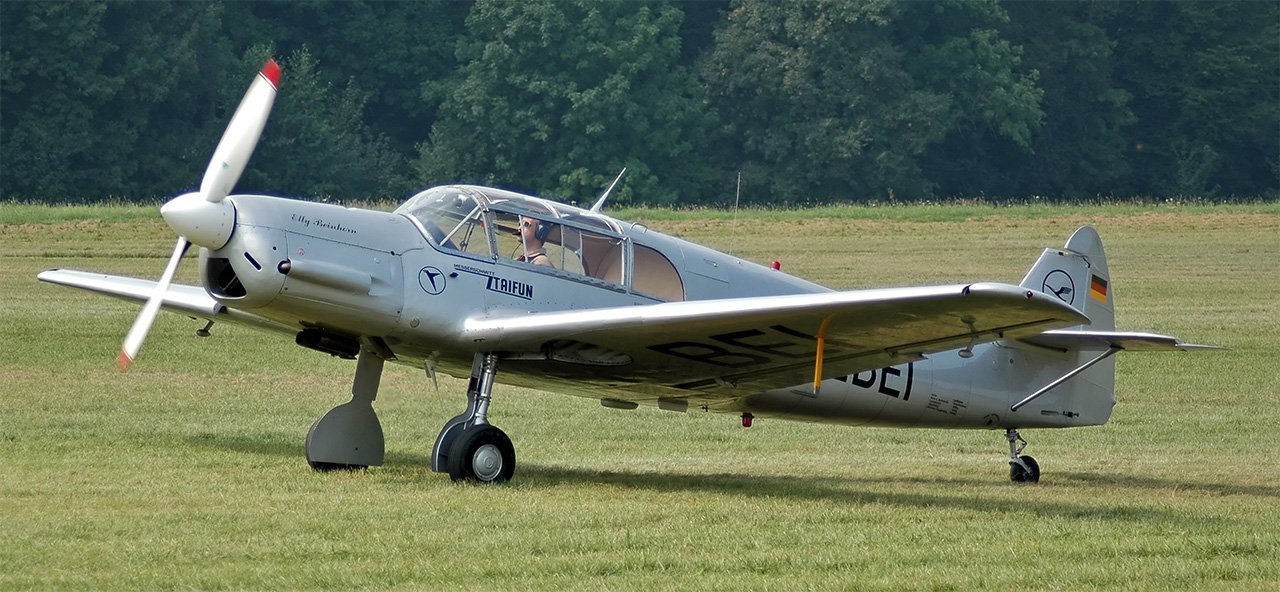
Bf 108 Taifun

Die Deutsche Lufthansa Berlin-Stiftung (DLBS) ist eine Stiftung mit Sitz in Berlin, deren Aufgaben im Erhalt und, in Verbindung mit weiteren Partnern, der Restaurierung und der öffentlichen Präsentation historischer Flugzeuge liegen.
Gegründet wurde die Stiftung 1986 von der Deutsche Lufthansa AG, die anlässlich des 60. Geburtstags der alten Lufthansa mit einer flugtauglichen historischen Junkers Ju 52 die Geschichte realistisch veranschaulichen wollte. Diese Ju 52 (historisches Kennzeichen D-AQUI, Taufname Berlin-Tempelhof) wurde vom Hamburger Amt für Denkmalschutz 2015 als weltweit erstes Flugzeug als „bewegliches Denkmal“ unter Schutz gestellt worden.
Die unabhängige Stiftung besitzt heute mehrere Flugzeuge, die zum Aufbau, Restaurierung und Wartung bei der Lufthansa Technik in Hamburg betreut werden, bzw. dort am Flughafen Hamburg im Winter stationiert sind. Der Flugbetrieb wird hingegen von der Lufthansa-Basis am Flughafen Frankfurt Main koordiniert.
Die Flugzeuge werden zur Präsentation auf Luftfahrtschauen, Ausstellungen und zu Rundflügen eingesetzt. So werden mit der Ju 52 D-AQUI regelmäßig Rund- und Streckenflüge in ganz Europa durchgeführt. Darüber hinaus kann das Flugzeug für Sonderflüge gechartert werden.
Ferner fördert die Stiftung wissenschaftliche Arbeiten zu historischen Flugzeugen und bietet mit der Reinhardt Abraham Studienförderung Programme für Studenten an. Finanziert wird die Stiftung zum Teil durch Spenden, wie auch über den Förderverein Freunde der Lufthansa Ju 52 e. V.
Über die Ju 52 D-AQUI hinaus betreibt die DLBS zwei weitere historische Flugzeuge: Eine Messerschmitt Bf 108 B-1 „Taifun“ sowie eine Dornier Do 27 B-3. Diese beiden Flugzeugtypen gehörten allerdings nie zur Lufthansa-Flotte.
Ferner wurde eine Arado Ar 79 B des Deutschen Technikmuseums von der Stiftung in einem Gemeinschaftsprojekt bei der Hamburger Lufthansa-Basis restauriert und von 1996 bis zur Aufstellung im Museum 2001 auf Flugtagen vorgeführt. Weiter ist die Stiftung am Projekt des Wiederaufbaus einer Focke-Wulf Fw 200 "Condor" beteiligt.
Im Dezember 2007 hat die Stiftung in Maine (USA), drei Maschinen des Typs Lockheed L1649A "Super Star" ersteigert und die Lufthansa Technik AG mit der Instandsetzung einer Maschine beauftragt. Eine der drei Maschinen sollte in den USA wieder restauriert und dann in Deutschland zu historischen Flügen eingesetzt werden. Mitte März 2018 vermeldete Lufthansa allerdings mit Hinweis auf die Kosten den Stopp der Restaurierung. Sie beauftragte das Flugzeug in den USA abzubauen und nach Deutschland transportieren zu lassen.
Im Januar 2019 informierte der Vorstand der Deutschen Lufthansa Berlin Stiftung die Mitglieder darüber, dass die Deutsche Lufthansa AG der Bitte um eine weitere Finanzierung des kommerziellen Flugbetriebs Ju 52 nicht weiter nachkomme. Man müsse daher die Passagierflüge einstellen. Der Vorstand suche nun nach weiteren Finanzierungsmöglichkeiten und Unterstützern, um die Flugfähigkeit des unter Denkmalschutz stehenden Fliegers weiter zu erhalten.

## Filme der DLBS
- Only Ju – Hommage an eine Dame, Kino-/Dokumentarfilm 2008/2009 in deutscher und englischer Sprache als DVD und BD.
- Mit der Ju über Hamburg, DVD 2010 (Rundflug über Hamburg).